# 貘頭獸科
貘頭獸科（Tapinocephalidae）是貘頭獸下目的一科。牠們全是植食性動物，是當時的巨大動物，重達500公斤到1000公斤之間，可能超過1或2公噸。化石在南非與俄羅斯被發現。牠們的頭骨非常厚實，呈半球狀，可能用來為了爭奪地盤與求偶而用頭互相撞擊。這些厚實、半球狀的頭骨令人聯想到恐龍中的厚頭龍類。牠們可能生存在沼澤、沙漠、溼地。貘頭獸科最後在晚二疊紀之前絕種，可能因為植被改變與逐漸乾熱的世界，這原因可能也導致了二疊紀-三疊紀滅絕事件。

## 分類
- 貘頭獸科 Tapinocephalidae
  - 茉門龍獸屬 Mormosaurus
  - 亚科 Tapinocanininae
    - 属 Tapinocaninus

  - 貘頭獸亚科 Tapinocephalinae
    - 里貝克龍獸族 Riebeeckosaurini
      - 里貝克龍獸屬 Riebeeckosaurus

    - 鴕頭獸族 Struthiocephalini
      - 鴕頭獸屬 Struthiocephalus

    - 貘頭獸族 Tapinocephalini
      - 麝足兽亚族 Moschopina
        - 属 Criocephalosaurus
        - 麝足獸屬 Moschops
          - (异名)海豚頜獸屬 Delphinognathus

        - 烏勒米龍獸屬 Ulemosaurus

      - 貘頭獸亚族 Tapinocephalina
        - 角頭獸屬 Keratocephalus
        - 貘頭獸屬 Tapinocephalus